# Liceo Laura Bassi
Il liceo linguistico - scienze umane - economico - musicale "Laura Bassi" è un liceo di Bologna, intitolato alla fisica e biologa Laura Bassi, tra i più antichi d'Italia, fondato nel 1860, in contemporanea l'altro liceo cittadino, il Galvani. 
Oltre alla sede centrale in via Sant'Isaia 35 negli spazi dell'ex Convento dei Padri Certosini, il liceo ha due succursali, una in via Broccaindosso 48 e una in via del Riccio 5/5, quest'ultima dedicata a Lucio Dalla.

## Storia

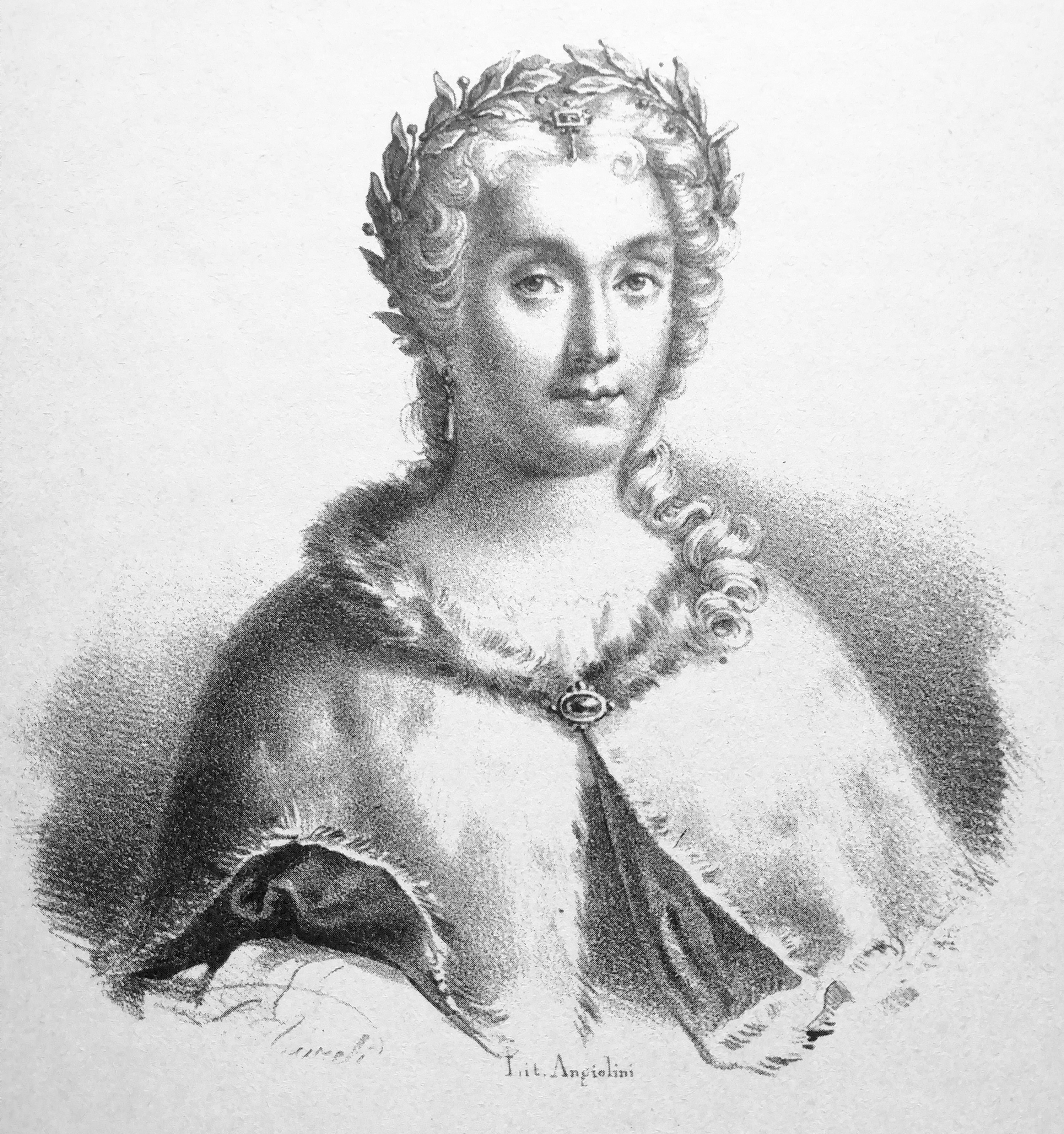
Ritratto di Laura Bassi

Sotto il governo Farini, nell'inverno del 1860, in Palazzo Zambeccari trovò ospitamento una scuola femminile, con annesso convitto: occorreva urgentemente formare chi si preoccupasse dell'istruzione dei bambini di tutte le classi sociali (intento della piemontese Legge Casati e, più tardi, dell'unitaria Legge Coppino), assegnandone il compito allo Stato, istituzionalizzazione della società civile. La permanenza nel Palazzo Zambeccari dura solamente un anno, e nel 1861 la scuola femminile si spostò in via Sant'Isaia, dove si trova attualmente la sede centrale; con il passare degli anni, fu costruita in via Broccaindosso una succursale del Liceo.
Nel 1892 fu intitolata a Laura Bassi, originale e grande figura dell'illuminismo bolognese ed europeo, e nel 1923 la scuola divenne Regio Istituto Magistrale, la quale rimase tale fino al 1996. Dal 1997 diede avvio a corsi di Liceo delle Scienze Sociali, un nuovo curriculum liceale, profondamente diverso da quelli del liceo classico e del liceo scientifico ed il cui nucleo centrale consisteva nella scoperta degli strumenti di lettura della realtà contemporanea.

### Liceo musicale
Il liceo ha più volte espresso la candidatura a diventare Liceo musicale, soprattutto a causa del legame con il Conservatorio Giovanni Battista Martini, del Teatro Comunale, dell'Accademia Filarmonica, dell'unico corso universitario di Pedagogia Musicale (DAMS), e della presenza di un coro scolastico, considerato uno dei migliori in tutta la regione.
La Provincia di Bologna ha accolto l'istanza e l'ha trasmessa alla Regione che, in mancanza di obiezioni, la ratificò. Ma la risposta del ministero della Pubblica Istruzione fu negativa, impedendo così la creazione di un nuovo corso nel liceo bolognese. Le cause sono state identificate nella mancanza di fondi per pagare gli insegnanti.
Ma, dopo tanti rinvii e molti tentativi andati a vuoto, il 7 luglio 2012 è stato annunciato dal ministero della Pubblica Istruzione l'apertura del nuovo liceo musicale a Bologna, come succursale del liceo Laura Bassi, in via del Riccio. Il neo liceo è stato intitolato al cantautore bolognese Lucio Dalla.